# Francisco Moreno Guzmán
Francisco Moreno Guzmán (Santiago, 28 de junio de 1976) es un abogado y político chileno, miembro de la Unión Demócrata Independiente (UDI). Entre marzo de 2018 y noviembre de 2020 ejerció como subsecretario de Hacienda. Luego, entre junio de 2021 y marzo de 2022 se desempeñó como subsecretario de Telecomunicaciones, ambos cargos en el segundo mandato del presidente Sebastián Piñera.

## Familia y estudios
Nacido en Santiago, es hijo de Agustín Moreno Solar y María Isabel Guzmán Errázuriz. Por parte materna es sobrino del fundador de la Unión Demócrata Independiente (UDI) y exsenador, Jaime Guzmán.
Su educación primaria y secundaria la realizó en el colegio Tabancura donde fue presidente del Centro de Alumnos, en 1993. Realizó estudios superiores en la Facultad de Derecho de la Pontificia Universidad Católica de Chile (PUC), egresando como abogado, siendo investido por la  Corte Suprema el 28 de noviembre de 2002. Luego, cursó un máster en derecho (LL.M.) de la Universidad de California en Berkeley, Estados Unidos.

## Trayectoria profesional
Durante su carrera profesional se ha desempeñado como investigador de la Fundación Jaime Guzmán, desde 2000 hasta 2002; abogado director del «Programa Vecinal de Asistencia Jurídica» de la Municipalidad de Putre, en la región de Arica y Parinacota; y como abogado asociado del estudio jurídico Philippi, Yrarrázaval, Pulido & Brunner (actualmente Philippi, Prietocarrizosa, Ferrero DU & Uría) en las áreas de M&A y corporativo, durante 2004 y 2008.
Entre marzo de 2007 y junio de 2008 fue profesor ayudante de la Facultad de Derecho de la Pontificia Universidad Católica de Chile, donde impartió el curso «Derecho, Economía y Mercado I & II» con el profesor Marco Antonio González Iturria. Posteriormente, entre marzo de 2011 y diciembre de 2012, se desempeñó como profesor instructor adjunto de la Facultad de Comunicaciones de la Universidad Católica de Chile en el curso «Derecho de la Comunicación» para estudiantes de periodismo.[cita requerida]
Posteriormente fue coordinador legislativo del Centro Latinoamericano de Políticas Económicas y Sociales de la PUC (CLAPES UC), función que ejerció desde 2014 hasta 2018. Simultáneamente —durante ese mismo periodo— fungió como secretario general de la Asociación Nacional de la Prensa (ANP)
Además, entre 2016 y 2018, fue fiscal del Consejo de Ética de los Medios de Comunicación Social de la Federación de Medios de Comunicación Social de Chile A.G.
Paralelamente, entre los años 2015 y 2018 fue vicepresidente del Club Deportivo San Marcos de Arica (S.AD.P.).

## Trayectoria política
Militante de la Unión Demócrata Independiente (UDI), durante el primer gobierno de Sebastián Piñera se desempeñó como jefe de gabinete del ministro de Planificación, Felipe Kast entre 2010 y 2011, y posteriormente, como coordinador legislativo del Ministerio de Hacienda, entre 2011 y 2014. Desde este último cargo participó en el estudio y tramitación de numerosos proyectos de ley tales como la Ley Única de Fondos (N° 20.712); Protección a deudores de créditos en dinero (N° 20.715); Establece un sistema de supervisión basado en riesgo para las compañías de seguro; Modifica Ley Orgánica de Tribunales Tributarios y Aduaneros (N° 20.752); Perfecciona los mecanismos de prevención, detección, control, investigación y juzgamiento del delito de lavado de activos (N° 20.818); Consejo de Estabilidad Financiera (N° 20.789); Ley que crea la Comisión de Valores y Seguros (posteriormente, Comisión para el Mercado Financiero N° 21.000); Crea el Consejo Fiscal Asesor; Regula el tratamiento de la información sobre obligaciones de carácter financiero o crediticio; Perfecciona la legislación tributaria y financia la Reforma Educacional (N° 20.630); Reajusta el monto del Ingreso Mínimo Mensual (N° 20.6314 y 20.689) y las leyes de Presupuesto del Sector Público de los años 2012, 2013 y 2014 (N° 20.557, 20.641 y 20.713), entre otros.

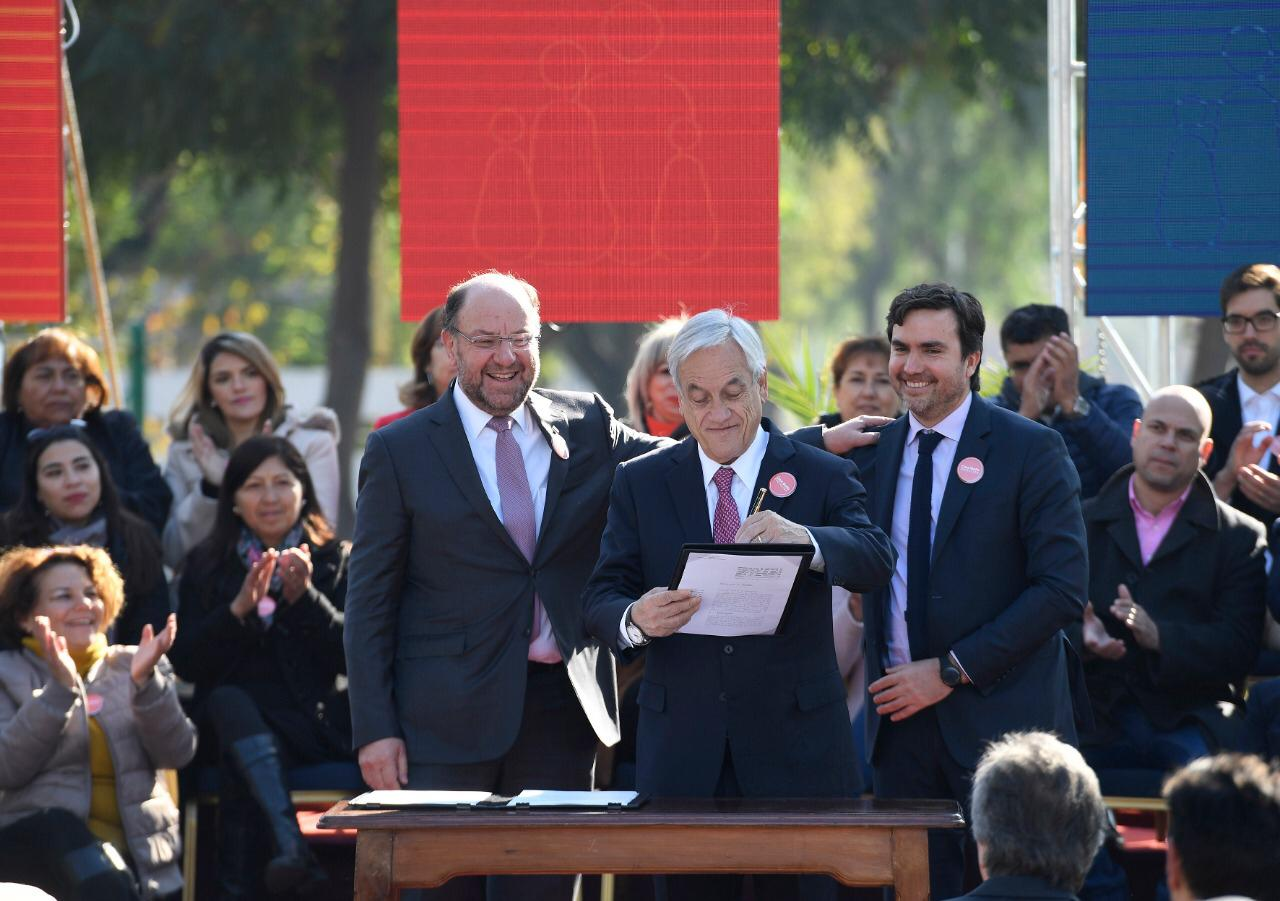
El presidente de la República, Sebastián Piñera, junto al entonces ministro de Desarrollo Social, Alfredo Moreno, y Francisco Moreno, participando del lanzamiento del programa «Clase Media Protegida».

Durante el segundo gobierno de Sebastián Piñera, fue designado como subsecretario de Hacienda; impulsando junto al entonces ministro de la cartera Ignacio Briones, las diversas acciones del Ministerio tanto en materias legislativas así como administrativas y de políticas públicas.

## Publicaciones
- Acceso a la Justicia a Nivel Local: Bases para la creación de un Sistema Integral en Propuestas para un Chile Desarrollado: el Aporte de los Jóvenes, Publicaciones Libertad y Desarrollo, 2005.[8]
- Orden Público Económico y Nueva Constitución. Felipe Larraín y Francisco Moreno, editores. Centro Latinoamericano de Políticas Económicas y Sociales, Clapes UC, 2017.[9]

## Historial electoral

### Elecciones parlamentarias de 2009
- Elecciones parlamentarias de 2009, candidato a diputado por el distrito 29, La Pintana, Pirque, Puente Alto y San José de Maipo[10]

| Candidato                     | Pacto                                            | Partido | Votos  | %     | Resultado |
| ----------------------------- | ------------------------------------------------ | ------- | ------ | ----- | --------- |
| Osvaldo Andrade Lara          | Concertación y Juntos Podemos por más Democracia | PS      | 54 692 | 29,88 | Diputado  |
| Leopoldo Pérez Lahsen         | Coalición por el Cambio                          | RN      | 45 080 | 24,63 | Diputado  |
| Francisco Moreno Guzmán       | Coalición por el Cambio                          | UDI     | 41 994 | 22,94 |           |
| Walter Oliva Munizaga         | Concertación y Juntos Podemos por más Democracia | PDC     | 25 829 | 14,11 |           |
| Evaristo Vargas Estrada       | Nueva Mayoría para Chile                         | PH      | 6095   | 3,33  |           |
| Claudio Hidalgo Moraga        | Chile Limpio Vote Feliz                          | PRI     | 4711   | 2,57  |           |
| Amador Palavecinos Fuenzalida | Chile Limpio Vote Feliz                          | PRI     | 4618   | 2,52  |           |

### Elecciones de consejeros regionales de 2013
- Elecciones de consejeros regionales de 2013 para la zona de Santiago Cordillera, que comprende Puente Alto, Pirque y San José de Maipo[11]

| Candidatos                    | Candidatos           | Partido | Votos  | %     | Resultado |
| ----------------------------- | -------------------- | ------- | ------ | ----- | --------- |
| Todos a La Moneda             | Julio Oliva          | ILA     | 3047   | 2,13  |           |
| Todos a La Moneda             | Maura Fajardo        | ILA     | 2162   | 1,51  |           |
| Todos a La Moneda             | Laura Flores         | ILA     | 3305   | 2,32  |           |
| Nueva Mayoría por Chile       | José Nahuel Marihuan | PCCh    | 16 392 | 11,51 |           |
| Nueva Mayoría por Chile       | Jaime Escudero       | PPD     | 16 614 | 11,66 | Consejero |
| Nueva Constitución para Chile | Bastián Burgos       | ILH     | 4976   | 3,49  |           |
| Nueva Constitución para Chile | Michael Cigna        | ILH     | 1485   | 1,04  |           |
| Nueva Constitución para Chile | Sandra Osses         | ILH     | 2731   | 1,91  |           |
| Si tú quieres, Chile cambia   | Luis Jiménez         | ILI     | 7876   | 5,53  |           |
| Si tú quieres, Chile cambia   | Néstor Ramírez       | ILI     | 3478   | 2,44  |           |
| Alianza                       | Claudia Faundez      | RN      | 25 567 | 17,95 | Consejera |
| Alianza                       | Pedro Contreras      | RN      | 6192   | 4,34  |           |
| Alianza                       | Francisco Moreno     | UDI     | 11 035 | 7,74  |           |
| Nueva Mayoría para Chile      | Juan Pablo Sáez      | ILK     | 19 171 | 13,46 | Consejero |
| Nueva Mayoría para Chile      | Carlos Andrade       | PS      | 15 403 | 10,81 |           |
| Nueva Mayoría para Chile      | Julia Cancino        | PS      | 2960   | 2,07  |           |